# Nazarethkirche (Hannover)

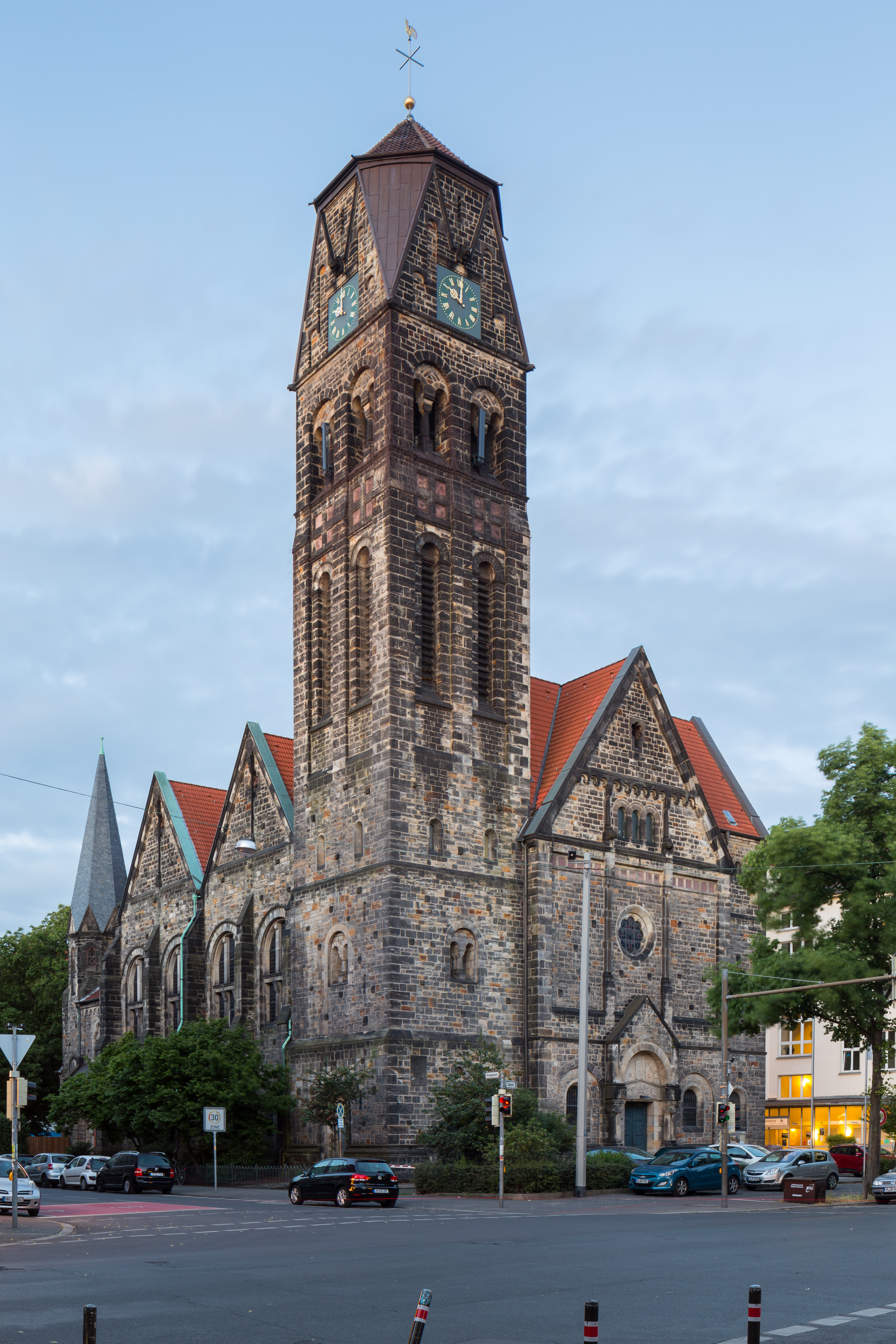
Nazarethkirche

Die Nazarethkirche ist eine von zwei Kirchen der evangelisch-lutherischen Südstadt-Kirchengemeinde in der Südstadt von Hannover.

## Geschichte
Der Kirchenvorstand der Gartenkirche St. Marien erwarb 1901 für etwa 160.000 Mark ein Grundstück an der Ecke Krausenstraße/Sallstraße. Dort entstand 1904/1905 das Pfarrhaus, das dann von dem damaligen 3. Pastor der Gartenkirchengemeinde, Pastor Uhden, bezogen wurde. Im gleichen Jahr bekam nach einem ausgeschriebenen Wettbewerb der Architekt Otto Lüer den Auftrag für den Bau einer Kirche, für den der evangelisch-lutherische Gesamtverband 250.000 Mark bewilligte. Am 25. Juni 1905 erfolgte die Grundsteinlegung, und am 1. April 1907, dem 2. Ostertag, konnte nach knapp zweijähriger Bauzeit die Kirche eingeweiht werden, ein schlichter neoromanischer Gewölbebau mit einem 70 Meter hohen Turm. Der erste Pastor Karl Uhden gab der Nazarethkirche ihren Namen.
Zunächst stand die Nazarethkirche am äußersten Rand der Stadt in grüner Umgebung. Nach wenigen Jahren ihres Bestehens dehnten sich die Wohnviertel Hannovers weiter nach Süden aus. Während des Zweiten Weltkriegs wurden Pfarrhaus, Turm, Taufkapelle und Sakristei der Kirche in der Nacht vom 8. zum 9. Oktober 1943 beim größten Luftangriff auf Hannover von Bomben zerstört. Der Kirchenraum blieb in wesentlichen Teilen erhalten. Am 11. Juni 1955 wurden das wieder aufgebaute Pfarr- und Gemeindehaus, am 1. Adventssonntag 1958 die zum Teil umgebaute und umgestaltete Kirche neu eingeweiht.
2009 haben sich die Nazarethgemeinde und die benachbarten Gemeinden Athanasius und Paulus zur Südstadt-Kirchengemeinde zusammengeschlossen. Vier Jahre später wurde die Athanasiuskirche geschlossen.
Ende 2013 wurde im nördlichen Seitenschiff das Südstadt-Kolumbarium eingeweiht. Es liegt unter der Nordempore und ist vom Hauptschiff der Kirche durch Glaswände getrennt. Nach der Beschreibung der Evangelisch-lutherischen Südstadt-Kirchengemeinde ist das Kolumbarium ein christlicher Beisetzungsort mit 672 Grabstätten. An den Gräbern sind die Namen der Verstorbenen angebracht. Die Ruhezeit von 20 Jahren kann verlängert werden. Nach Ablauf der Ruhezeit werden die Urnen im Turm der Kirche beigesetzt.
Am 27. März 2022 übertrug der NDR einen Radiogottesdienst.

## Orgeln

### Schuke-Orgel
Die auf der Nordseite des Altars eingebaute Orgel der Nazarethkirche wurde 1961 von der Orgelbaufirma Karl Schuke (Berlin) erbaut. Das Instrument hat heute 38 Register (Schleifladen) auf drei Manualen und Pedal. Die Spieltraktur ist mechanisch, die Registertraktur elektrisch.
| I Schwellwerk C–g3 |                 |       |
| 1.                 | Gedackt         | 8′    |
| 2.                 | Quintadena      | 8′    |
| 3.                 | Dulciana        | 8′    |
| 4.                 | Prinzipal       | 4′    |
| 5.                 | Waldflöte       | 2′    |
| 6.                 | Sesquialtera II | 2 ⁄3′ |
| 7.                 | Quinte          | 1 ⁄3′ |
| 8.                 | Scharff IV-VI   |       |
| 9.                 | Oboe            | 8′    |
|                    | Tremulant       |       |

| II Hauptwerk C–g3 |                |       |
| 10.               | Ged. Pommer    | 16′   |
| 11.               | Prinzipal      | 8′    |
| 12.               | Koppelflöte    | 8′    |
| 13.               | Oktave         | 4′    |
| 14.               | Spitzflöte     | 4′    |
| 15.               | Nassat         | 2 ⁄3′ |
| 16.               | Oktave         | 2′    |
| 17.               | Mixtur VI–VIII |       |
| 18.               | Cymbel III     |       |
| 19.               | Trompete       | 16′   |
| 20.               | Trompete       | 8′    |
| 21.               | Clairon        | 4′    |

| III Oberwerk C–g3 |                |    |
| 22.               | Rohrflöte      | 8′ |
| 23.               | Blockflöte     | 4′ |
| 24.               | Prinzipal      | 2′ |
| 25.               | Siftflöte      | 1′ |
| 26.               | Terzian II     |    |
| 27.               | Oberton II–III |    |
| 28.               | Scharff III–V  |    |
| 29.               | Vox humana     | 8′ |
|                   | Tremulant      |    |

| Pedal C–f1 |           |     |
| 30.        | Prinzipal | 16′ |
| 31.        | Subbaß    | 16′ |
| 32.        | Offenbaß  | 8′  |
| 33.        | Oktave    | 4′  |
| 34.        | Nachthorn | 2′  |
| 35.        | Mixtur VI |     |
| 36.        | Posaune   | 16′ |
| 37.        | Trompete  | 8′  |
| 38.        | Cornett   | 2′  |

- Koppeln: I/II, III/I, III/II, I/P, II/P, III/P
- Spielhilfen: Setzerkombinationen

### Englische Orgel
Am 6. Januar 2019, dem Epiphanias-Tag, wurde die sogenannte Englische Orgel eingeweiht. Das Instrument wurde im Jahr 1902 von den britischen Orgelbauern Forster & Andrews für die United Reformed Church in Llandudno erbaut. 2007 wurde sie von Wales nach Deutschland geholt, damit sie in der hannoverschen  Neustädter Hof- und Stadtkirche eingebaut werde. Doch der Aufbau in Hannover wurde "ständig blockiert". In der Nähe von Osnabrück zwischengelagert, wurde sie im Februar 2012 an die Südstadtgemeinde weiterverkauft. Die Restaurierung, Generalüberholung und Erweiterung erfolgte durch Förster & Nicolaus Orgelbau sowie Orgelbau Reinhard Hüfken, die 2018 auch die Aufstellung in Hannover durchführten. Die Englische Orgel fand ihren neuen Platz auf der Westempore der Nazarethkirche. Das spätromantische Instrument mit mechanischen Schleifladen verfügt über 31 Register, die auf drei Manuale und Pedal verteilt sind. Die Disposition lautet wie folgt:
| I Greatorgan C–a3 |                  |     |
| 1.                | Bourdon          | 16′ |
| 2.                | Open Diapason    | 8′  |
| 3.                | Flute Harmonique | 8′  |
| 4.                | Octave Diapason  | 4′  |
| 5.                | Flöte            | 4′  |
| 6.                | Douplette        | 2′  |
| 7.                | Mixtur III–IV    |     |
| 8.                | Trompete         | 8′  |

| II Choirorgan C–a3 |                  |    |
| 9.                 | Viola di Gamba   | 8′ |
| 10.                | Lieblich Gedackt | 8′ |
| 11.                | Dulciana         | 8′ |
| 12.                | Flauto Traverso  | 4′ |
| 13.                | Flautino         | 2′ |
| 14.                | Tuba             | 8′ |

| III Swellorgan C–a3 |                  |     |
| 15.                 | Violon Diapason  | 8′  |
| 16.                 | Rohrflöte        | 8′  |
| 17.                 | Vox Angelica     | 8′  |
| 18.                 | Unda Maris       | 8′  |
| 19.                 | Geigenprinzipal  | 4′  |
| 20.                 | Full Mixture III |     |
| 21.                 | Contra Oboe      | 16′ |
| 22.                 | Cornopean        | 8′  |
| 23.                 | Oboe             | 8′  |
| 24.                 | Clarinet         | 8′  |
|                     | Tremulant        |     |

| Pedal C–f1 |                 |         |
| 25.        | Open Bass       | 16′     |
| 26.        | Double Dulciana | 16′     |
| 27.        | Subbass         | 16′     |
| 28.        | Quint           | 10 2⁄3′ |
| 29.        | Octavbass       | 8′      |
| 30.        | Flute Bass      | 8′      |
| 31.        | Trombone        | 16′     |

- Koppeln: III/I, III/II, I/P, II/P, III/P